# Taxilejeunea lusoria
Taxilejeunea lusoria là một loài Rêu trong họ Lejeuneaceae. Loài này được (Lindenb. & Gottsche) Schiffner miêu tả khoa học đầu tiên năm 1897.